# Hayabusa 2

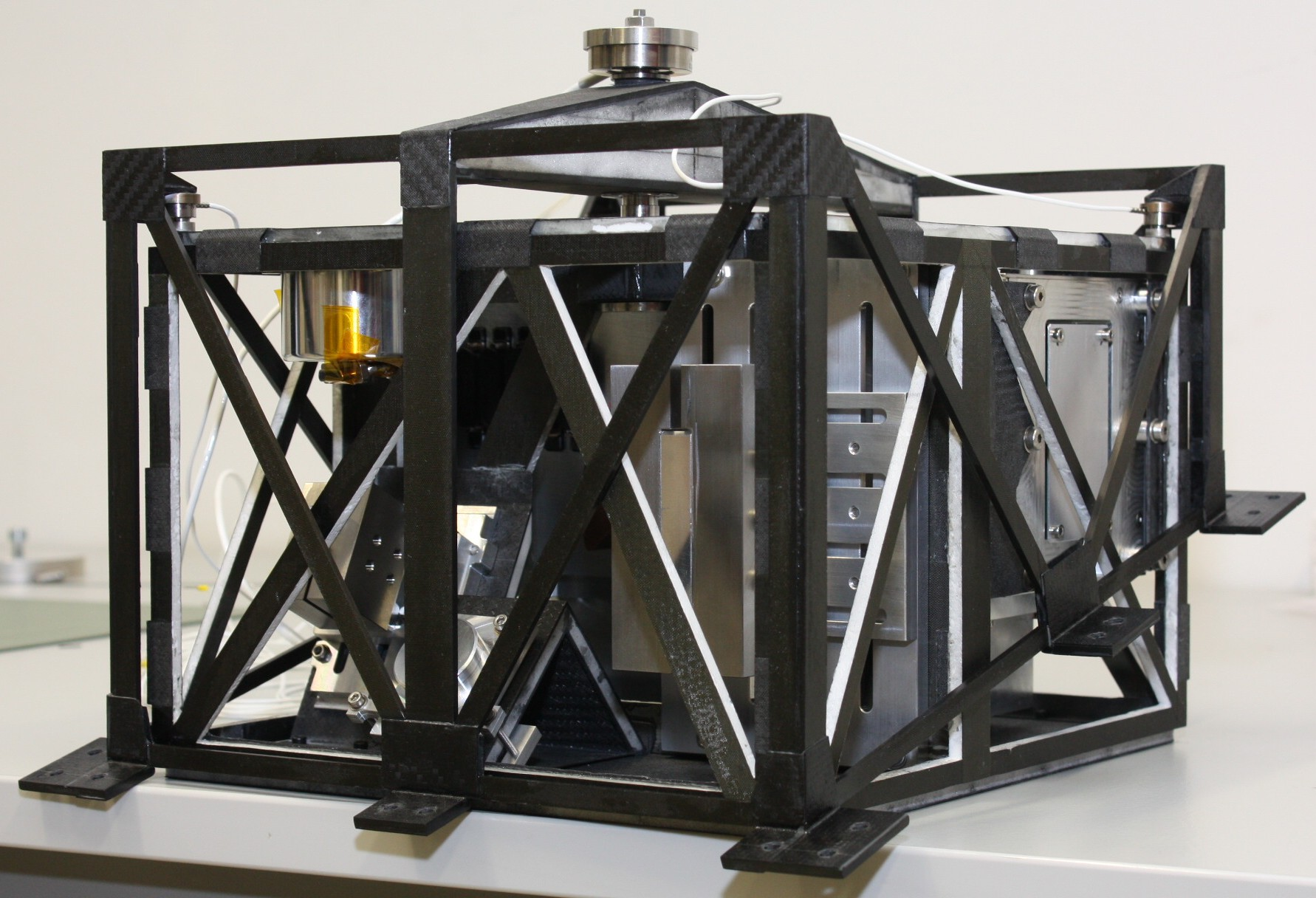
Niemiecki lądownik MASCOT

Hayabusa 2 (jap. はやぶさ2 „sokół wędrowny 2”) – sonda kosmiczna zbudowana przez Japońską Agencję Badań Kosmicznych (JAXA) w celu zbadania planetoidy (162173) Ryugu (1999 JU3) i pobrania próbek jej materii.

## Cel i plan misji
Sonda ta ma za zadanie kontynuować japońskie badania planetoid zapoczątkowane udaną misją Hayabusa, dzięki której dostarczono na Ziemię pierwsze próbki materii innej planetoidy. Sonda została wyposażona w silniejsze silniki jonowe niż pierwsza Hayabusa. Do komunikacji z Ziemią sonda używa dwóch anten pracujących w pasmach X i Ka.
Planowano, że sonda dotrze do celu w lipcu 2018. Na pokładzie sondy znajduje się impaktor, który będzie rozpędzony z użyciem materiałów pirotechnicznych, aby utworzyć mały krater na planetoidzie. Hayabusa 2 następnie będzie obserwowała powstały krater i pobierze próbki materii wyrzuconej spod powierzchni planetoidy. Masa pobranych próbek w sumie ma wynieść około 10 gramów. Poza asystą grawitacyjną sonda przyspieszy w wyniku działania silników jonowych, które będą działać przez 600 godzin. Po dotarciu do Ryugu przez półtora roku będzie badała planetoidę, a w 2019 roku opuści ją, by rok później, w grudniu 2020, dotrzeć z próbkami na Ziemię. Sonda zabierze ze sobą fragmenty planetoidy, ale też zostawi coś po sobie: wraz z nią na powierzchnię planetoidy Ryugu dotrą nazwiska, przesłania i rysunki Ziemian, które specjalnie w tym celu zebrała Japońska Agencja Kosmiczna.

## Przebieg misji
Montaż sondy zakończył się w sierpniu 2014. Przez trzy miesiące po wystrzeleniu sonda poddawana była testom. 2 marca 2015 agencja JAXA poinformowała, że wszystkie testy zakończyły się pomyślnie. Od 3 marca 2015 sonda znajduje się w drodze do celu. W tym dniu sonda znajdowała się w odległości 36 mln km od Ziemi i 162,5 mln km od Słońca i poruszała się z prędkością 27,36 km/s.
3 grudnia 2015 o godz. 10:08 GMT sonda minęła Ziemię w odległości 3090 km. Wykonała zdjęcia naszej planety za pomocą kamery nawigacyjnej. W efekcie grudniowego manewru orbita sondy uległa zwrotowi o kąt 80°, a jej prędkość wzrosła o 1,6 km/s do około 31,9 km/s względem Słońca. Prędkość nadal wzrastała i 14 grudnia 2015 wynosiła 32,31 km/s względem Słońca. 14 grudnia 2015 sonda znajdowała się 4,15 mln km od Ziemi i mniej więcej 144,85 mln km od Słońca.
27 czerwca 2018 sonda dotarła do (162173) Ryugu. 3 października 2018 lądownik MASCOT dotknął powierzchni planetoidy i badał ją przez kilkanaście godzin. Lądownik został wypuszczony o godzinie 3:57 czasu polskiego z wysokości 51 metrów i przez około sześć minut swobodnie spadał na powierzchnię planetoidy. O 4:03 wylądował na asteroidzie i przez kolejne jedenaście minut odbijał się od powierzchni, zanim znieruchomiał.
W dniach 23-25 października 2018 została przeprowadzona trzecia operacja przeglądu potencjalnych miejsc lądowań (operacja TD1-R3), podczas której sonda zbliżyła się do planetoidy na odległość 20 metrów. 22 lutego 2019 o godzinie 0:06 CET sonda wylądowała na planetoidzie i pobrała próbki, po czym natychmiast przystąpiła do wznoszenia.
5 kwietnia 2019 sonda umieściła na powierzchni Ryugu impaktor z materiałem wybuchowym. Obserwacja powstałego w wyniku eksplozji krateru pozwoli na lepsze poznanie właściwości powierzchni i wnętrza planetoidy. 11 lipca 2019 sonda pobrała próbki gruntu z okolic utworzonego przez siebie krateru.
13 listopada 2019 sonda opuściła planetoidę. Asteroida typu C była badana przez sondę od połowy 2018 roku. W tym czasie wypuściła na  jej powierzchnię zestaw próbników, wykonała dwa lądowania w celu pobrania próbek oraz utworzyła na powierzchni planetoidy sztuczny krater. W 2020 statek powróci na Ziemię. W kapsule powrotnej wylądują pozyskane przez sondę próbki gruntu planetoidy. Lądowanie zaplanowano na terenie Australii.
5 grudnia 2020 o godzinie 18:57 CET kapsuła powrotna z próbkami asteroidy Ryugu wylądowała na powierzchni Ziemi, została podjęta i przetransportowana do bazy na terenie poligonu Woomera.